# José Manuel Pérez Tornero
José Manuel Pérez Tornero (Almeria, 1954) és un periodista i catedràtic espanyol. Actualment és el president de Radiotelevisió Espanyola i del seu consell d'administració.
Es va llicenciar en Ciències de la Comunicació a la Universitat Autònoma de Barcelona, on també va obtenir el doctorat. Així mateix, és llicenciat en Filologia Hispànica per la mateixa universitat i doctor honoris causa per la Universitat d'Ais-Marsella. També ha obtingut beques per al Centre transdisciplinari de Sociologia, Antropologia i Semiòtica i per l'École pratique des hautes études.
Ha treballat nombrosos anys a la televisió pública espanyola, RTVE, on s'ha dedicat sobretot a l'àmbit de la televisió educativa, dirigint programes i sèries documentals i de ficció, així com programes especials. Fou un dels creadors del programa L'aventura del saber, que s'emet des de 1992.
També s'ha dedicat a la docència a la Universitat Autònoma de Barcelona, on dirigeix la càtedra Unesco Media and Information Literacy i Quality Journalisim i la càtedra RTVE-UAB. Així mateix, és membre de l'Observatori per la Innovació d'Informatius en la societat de la informació (oi2media).
El 25 de febrer de 2021 el Congrés dels Diputats el va nomenar, a proposta del PSOE, membre de Consell d'Administració de RTVE per 249 vots a favor. El 25 de març de 2021, la cambra baixa el va nomenar president de la corporació per 247 vots a favor.